# 达里巴乡
达里巴乡，是中华人民共和国吉林省松原市前郭尔罗斯蒙古族自治县下辖的一个乡镇级行政单位。

## 行政区划
达里巴乡下辖以下地区：
达里巴村、吉郭村、额仁套宝村、灯笼山村和四家子村。